# فيليب أوبوينو
فيليب أوبوينو (بالفرنسية: Philippe Auboyneau)‏ (مواليد 9 نوفمبر 1899 - 22 فبراير 1961) كان ضابطًا في البحرية الفرنسية. بصفته أميرالا، كان قائد القوات البحرية الفرنسية الحرة في المحيط الهادئ والبحر الأبيض المتوسط خلال الحرب العالمية الثانية.

## حياته
ولد أوبوينو في القسطنطينية، حيث كان والده مديرًا للبنك العثماني. دخل مدرسة البحرية في عام 1917 في سن 17. من مارس إلى نوفمبر 1918 شارك في دوريات على طول القناة الإنجليزية على متن قارب طوربيد تيفون. ثم خدم في الشرق الأوسط والشرق الأقصى لمدة عشر سنوات، بقيادة السفينة الهيدروغرافية اليداد، ثم الزوارق الحربية دودارت دي لاغري على نهر اليانغتسي.

## روابط خارجية
- فيليب أوبوينو على موقع مونزينجر (الألمانية)